# Меланка (річка)
Мела́нка — річка в Україні, в межах Любашівського району Одеської області. Ліва притока річки Тилігул (басейн Чорного моря).

## Опис
Довжина 25 км, площа басейну 221 км². Похил 5,2 м/км, Бере початок поблизу села Солтанівка Любашівського району. Впадає до Тилігулу неподалік від села Троїцьке Любашівського району. Відстань від гирла Тилігулу до місця впадіння Меланки 106 км. Ліві притоки — балки Заплази і Козачий Яр. Балка Заплази впадає у Меланку 16 км від її гирла, Балка Козачий Яр — за 5,3 км від гирла у селі Козачий Яр.
Долина річки трапецієподібна, ширина до 1,5 км. Річище слабко звивисте. Використовується для сільськогосподарських потреб, зарегульована ставками.

## Назва
Назва ймовірно тюркського походження. У кінці XVIII століття згадується як Мелана, а джерела XIX століття фіксують появу суфіксального варіанта, що виник на українському ґрунті за подібністю до імені Маланка.